# Kurt Reichenberger
Kurt Reichenberger (* 21. Februar 1922 in Düsseldorf; † 20. Februar 2008 in Kassel) war ein deutscher Romanist und Hispanist.

## Leben
Reichenberger studierte nach dem Ende des Zweiten Weltkrieges Romanistik an der Rheinischen Friedrich-Wilhelms-Universität Bonn. Er wurde bei Ernst Robert Curtius und Heinrich Lausberg in Bonn 1953 mit einer literaturwissenschaftlichen Arbeit über Boëthius’ „Consolatio philosophiae“ zum Dr. phil. promoviert. Er war zunächst Wissenschaftlicher Angestellter und absolvierte später eine Ausbildung zum Bibliothekar. Er wurde als Bibliothekar Direktor einer Abteilung des Bundesarbeitsgerichts und habilitierte sich parallel mit der sprachwissenschaftlichen Schrift über das System der Diminutive und Augmentative in den romanischen Sprachen. Er war langjähriger Professor an der Universität Würzburg.

## Wirken
Reichenberger veröffentlichte zahlreiche Werke und war zudem als Verleger aktiv, vor allem von Literatur des spanischen Siglo de Oro. Zusammen mit seiner Frau Roswitha Reichenberger gründete er den Verlag „Edition Reichenberger“. Er war u. a. Herausgeber des Bibliographischen Handbuchs der Calderón-Forschung.
Er wurde ausgezeichnet mit dem Orden „Gran Cruz de Alfonso X el Sabio“.